# 迪瓦交汇站
迪瓦交汇站（英語：Diva Junction，车站代码DIVA）是一个位于印度马哈拉施特拉邦塔那迪瓦、萨古鲁纳加尔片区的铁路车站，由印度铁路中部铁路区管辖。该站为孟买市郊铁路中央线和瓦赛路-罗哈线的交汇站，可经瓦赛路-罗哈线向北前往西线的瓦赛路站、向南前往潘维尔站、罗哈站，并进一步连接康坎铁路。
该站为市郊铁路中央线快、慢车停靠站，也有少量前往康坎铁路的长途列车停靠。

## 历史
该站于1877年增设，当时名为“迪瓦站”。
2016年12月18日，部分中央线快车开始在该站停靠，最初有12对快车停靠，但由于快车从栋比维利站驶出后已经相当拥挤，一些乘客认为快车加停迪瓦意义不大。2016-17年，车站日均客流量从2014-15年的78581人次增加至95691人次。

## 结构
车站设有8个站台，北侧的1至4号站台为中央线站台，南侧的5至8号站台为瓦赛路-罗哈线干线电力动车组和长途列车站台。
从瓦赛路站南下的列车在迪瓦交汇站以东，汇入中央线长途列车轨道，进入迪瓦交汇站。从迪瓦交汇站前往罗哈站的列车，通过该站东侧的联络线转向东南方向，汇入瓦赛路-罗哈线轨道。

### 平交道口
车站西端设有平交道口，供铁路两侧车辆和行人跨越，但由于交通量大，道口频繁开启，令列车延误5-7分钟，再加上不少行人在道口关闭时跨越铁路，死亡事故频发，2018至2022年间约有120件死亡报道。2022年3月，中部铁路区开始在车站建造人行天桥以替代平交道口。

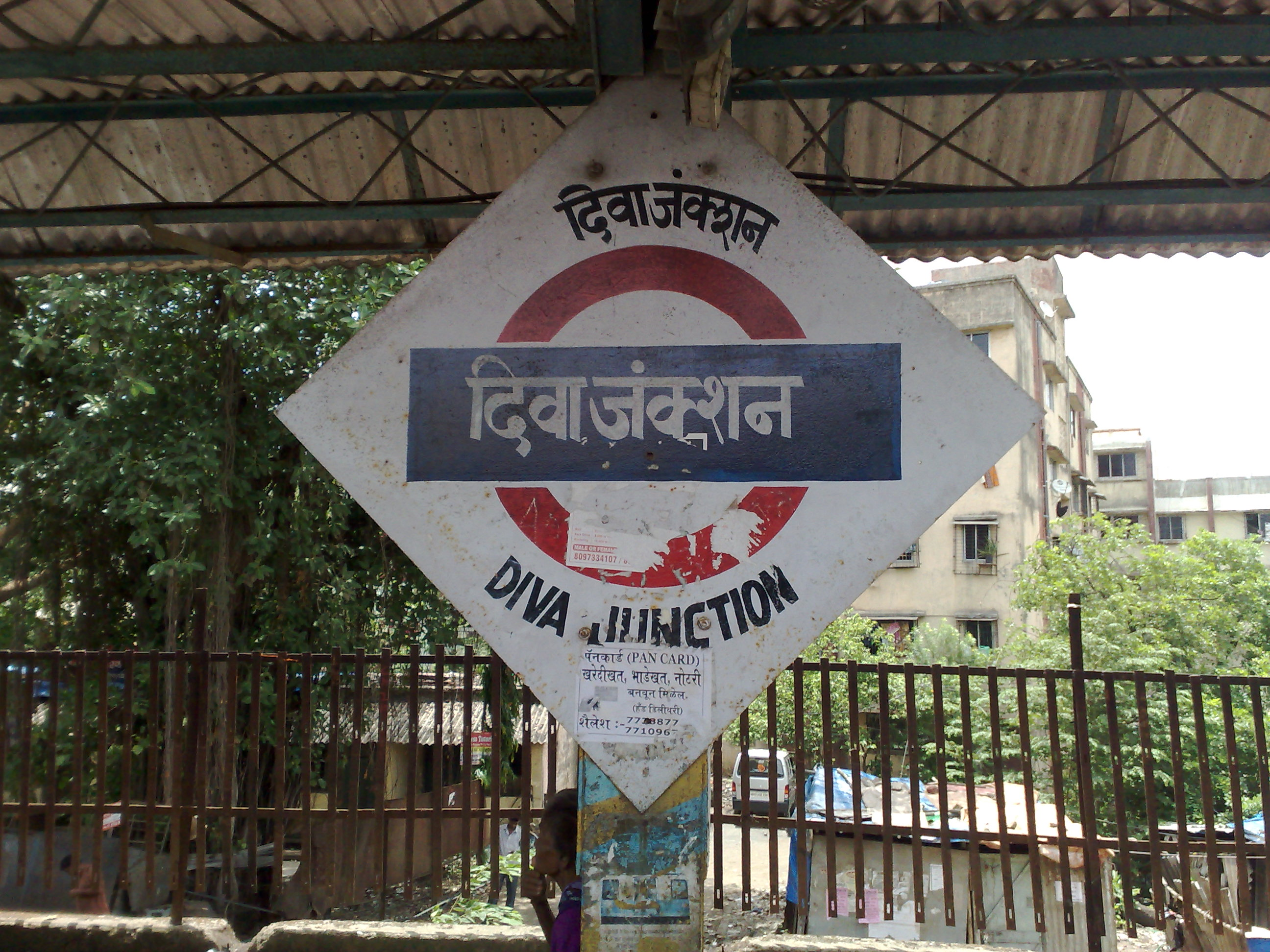
站名牌
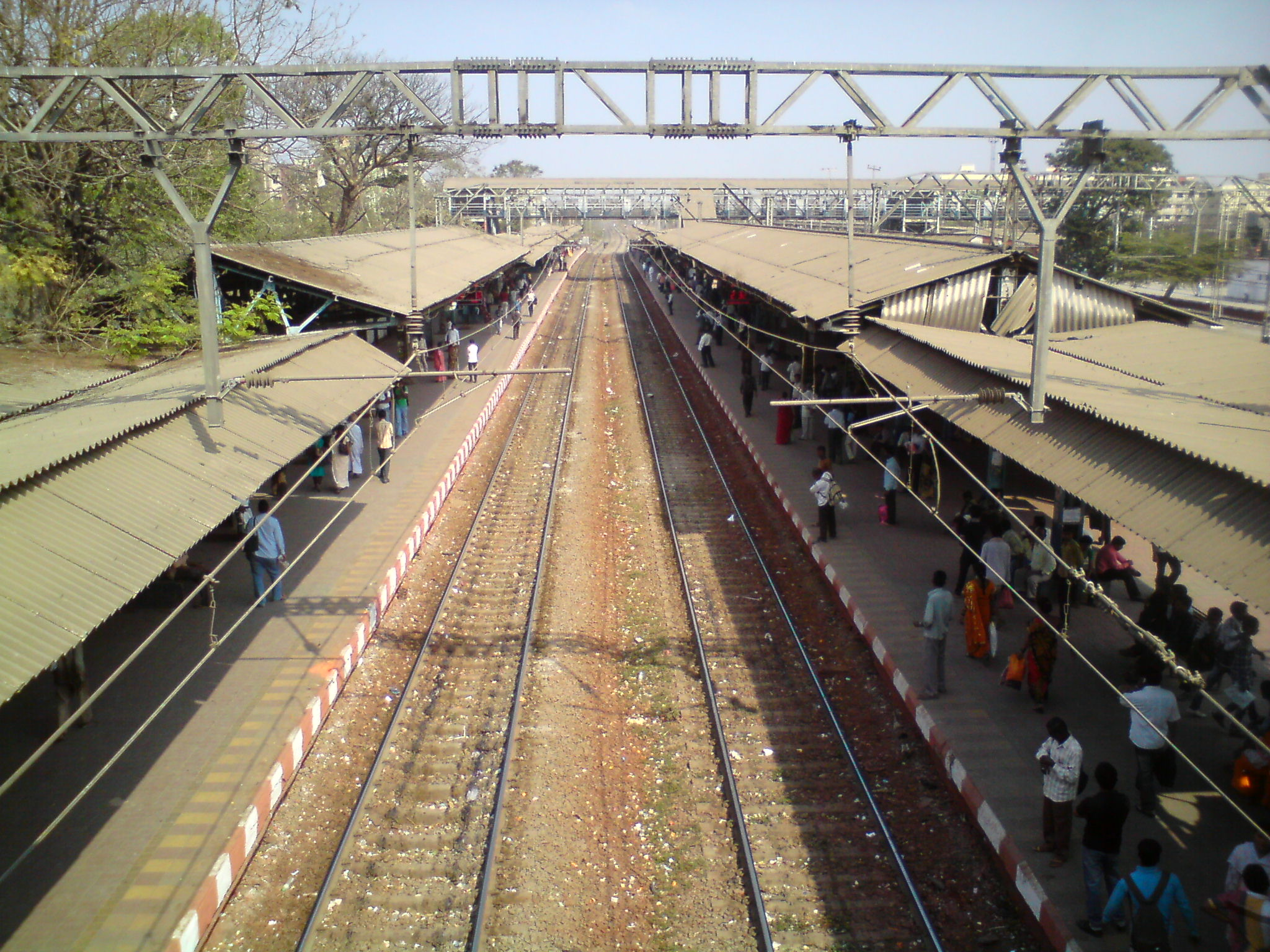
站台

## 链接
- indiarailinfo - 迪瓦交汇站 （页面存档备份，存于）